# 裴耀卿
裴 耀卿（はい ようけい、681年 - 743年）は、唐代の官僚・政治家。字は子煥。本貫は絳州稷山県。

## 経歴
寧州刺史の裴守真の子として生まれた。幼くして聡明俊敏で、数歳で文章を理解し作ることができた。童子挙に及第した。弱冠にして秘書正字に任じられた。まもなく相王府典籤をつとめ、府中で「学直」と称された。景雲元年（710年）、睿宗が重祚すると、耀卿は国子主簿に任じられた。開元初年、長安県令に転じた。開元13年（725年）、済州刺史として出向した。玄宗が東巡すると、耀卿は3梁10駅を置いて負担を均等化した。また宣州刺史・冀州刺史を歴任し、いずれも善政で知られ、入朝して戸部侍郎となった。
開元20年（732年）、信安郡王李禕が契丹を討つと、耀卿はその補佐をつとめた。この年の冬、耀卿は京兆尹に転じた。開元21年（733年）12月、黄門侍郎・同中書門下平章事（宰相）に任じられ、転運使をつとめた。耀卿は河陰に河陰倉を置き、河清に柏崖倉を置き、江淮からの租米を納入する水運の物流拠点とした。黄河の難所である三門峡の東に集津倉を置き、西に塩倉を置いて、そのあいだの山18里を穿って陸運によって運ぶこととした。およそ3年で銭30万貫の運送費用を節減できるようになった。
開元22年（734年）、侍中に転じた。開元24年（736年）、尚書左丞相に任じられ、知政事（宰相）を罷免され、趙城侯に封じられた。
天宝元年（742年）、尚書左僕射に任じられた。8月、尚書右僕射に転じた。天宝2年（743年）7月丙辰、死去した。享年は63。太子太傅の位を追贈された。諡は文献といった。

## 子女
- 裴遂（太子司議郎）[15]
- 裴泛（梁州都督）[15]
- 裴汯（秘書少監）[15]
- 裴綜（吏部郎中、子の裴佶が知られた）[14][16][12]
- 裴皋（給事中）[17]
- 裴延（通事舎人）[17]

## 伝記資料
- 『旧唐書』巻98 列伝第48
- 『新唐書』巻127 列伝第52